# Michael Koller
Michael Koller (ur. 14 września 1969) – trener piłkarski z Liechtensteinu.

## Kariera trenerska
W 2004 rozpoczął karierę szkoleniową w drugoligowym FC Baden. W 2007 kierował FC Brugg. Od 2011 prowadził juniorską reprezentację U-17, a od 2013 pomagał trenować piłkarzy narodowej reprezentację Liechtensteinu.